# Tchê
Tchê é uma interjeição comumente utilizada no português, no castelhano (che) e no valenciano (xe), sendo usada como vocativo (significando "companheiro", "amigo") ou para expressar espanto ou surpresa. O revolucionário argentino Che Guevara foi apelidado como tal por seus companheiros cubanos devido ao seu uso frequente da expressão, percebida como estrangeira no  país caribenho.

## Uso

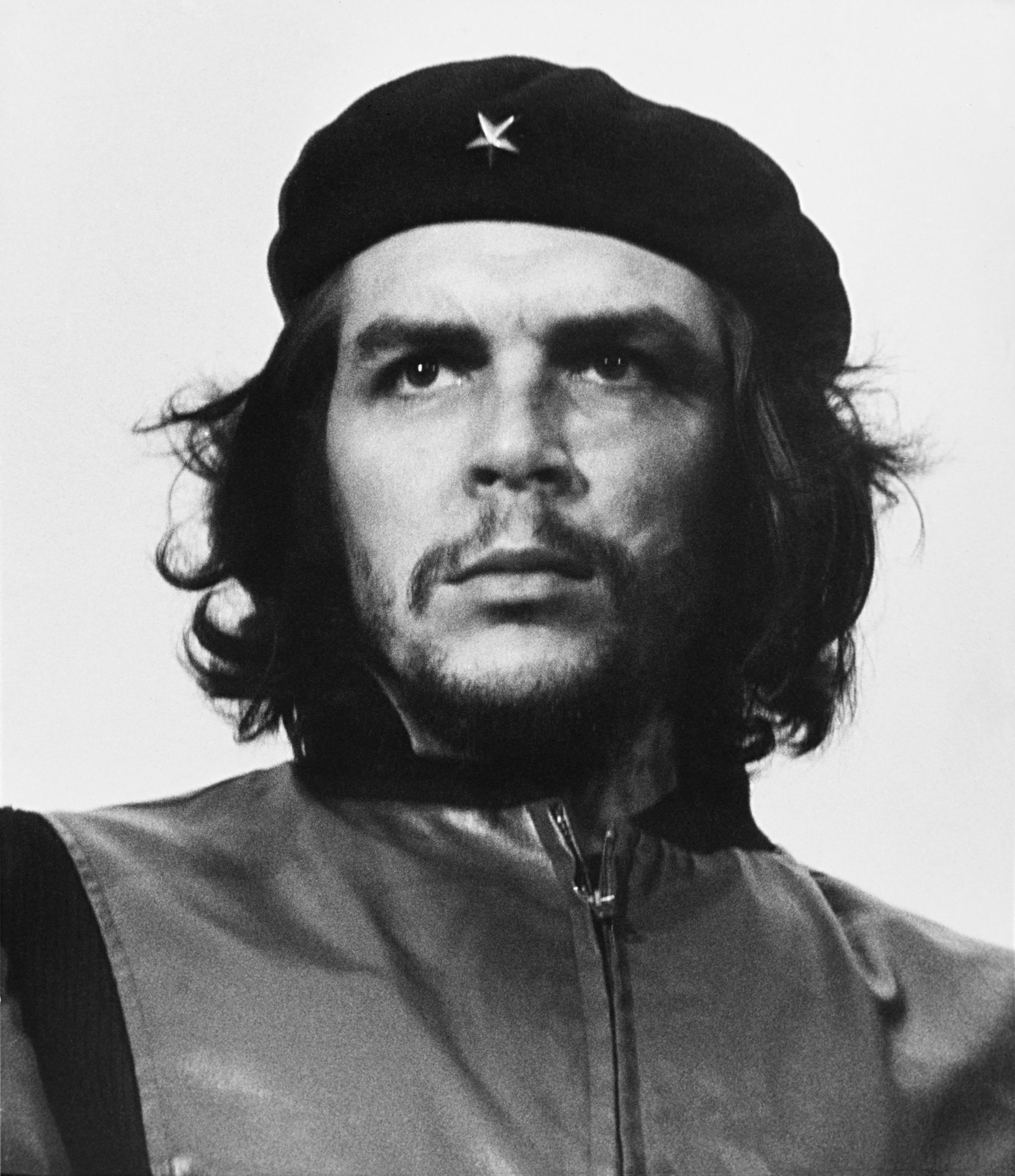
Ernesto Guevara foi apelidado de Che pelo uso da frase "che"

Em português, a expressão é utilizada no Rio Grande do Sul, sendo vocábulo característico do dialeto gaúcho. Em castelhano, a expressão é utilizada na Argentina, na Bolívia, no Paraguai, no Uruguai e em Valência. No inglês das Ilhas Malvinas, por influência castelhana, utiliza-se a expressão (grafada che, chay ou chey) com o mesmo significado.
Em alguns países latino-americanos o termo é usado como sinônimo de "argentino" ("jornais che", "obelisco che"). Na Espanha, che é utilizado para se referir a uma pessoa de origem valenciana. O time de futebol Valencia é conhecido como a "equipe che" ou simplesmente "os ches".

### Variações
Em algumas regiões do interior de São Paulo, o "tchê" foi modificado até chegar ao “xé” ou "ché", possuindo a mesma pronúncia do castelhano, obtendo o mesmo significado. Isso se dá porque a região foi caminho de tropeiros, onde diversos comerciantes paulistas realizavam suas vendas e negócios, e muitos tropeiros e peões oriundos do Rio Grande do Sul passavam temporadas. A expressão é registrada como "ché!" em O Dialeto Caipira de Amadeu Amaral, como interjeição de dúvida do dialeto caipira.